# Brechthaus (Augsburg)
Das Brechthaus ist das Geburtshaus des Dichters, Dramatikers und Schriftstellers Bertolt Brecht in der Altstadt Augsburg und heute Museum und Gedenkort für ihn.

## Das Gebäude und heutige Museum
Bertolt Brecht wurde in dem Haus Auf dem Rain 7 am 10. Februar 1898 geboren. Das Haus ist eine alte Feilenhauerei im Augsburger Lechviertel, ein einfacher, für das alte Handwerkerviertel typischer Bau. Unmittelbar vor dem Haus fließt der Hintere Lech vorbei; hinter dem Haus der Mittlere Lech. Wenige Meter flussabwärts vereinigen sich die beiden Kanäle zum Stadtbach.

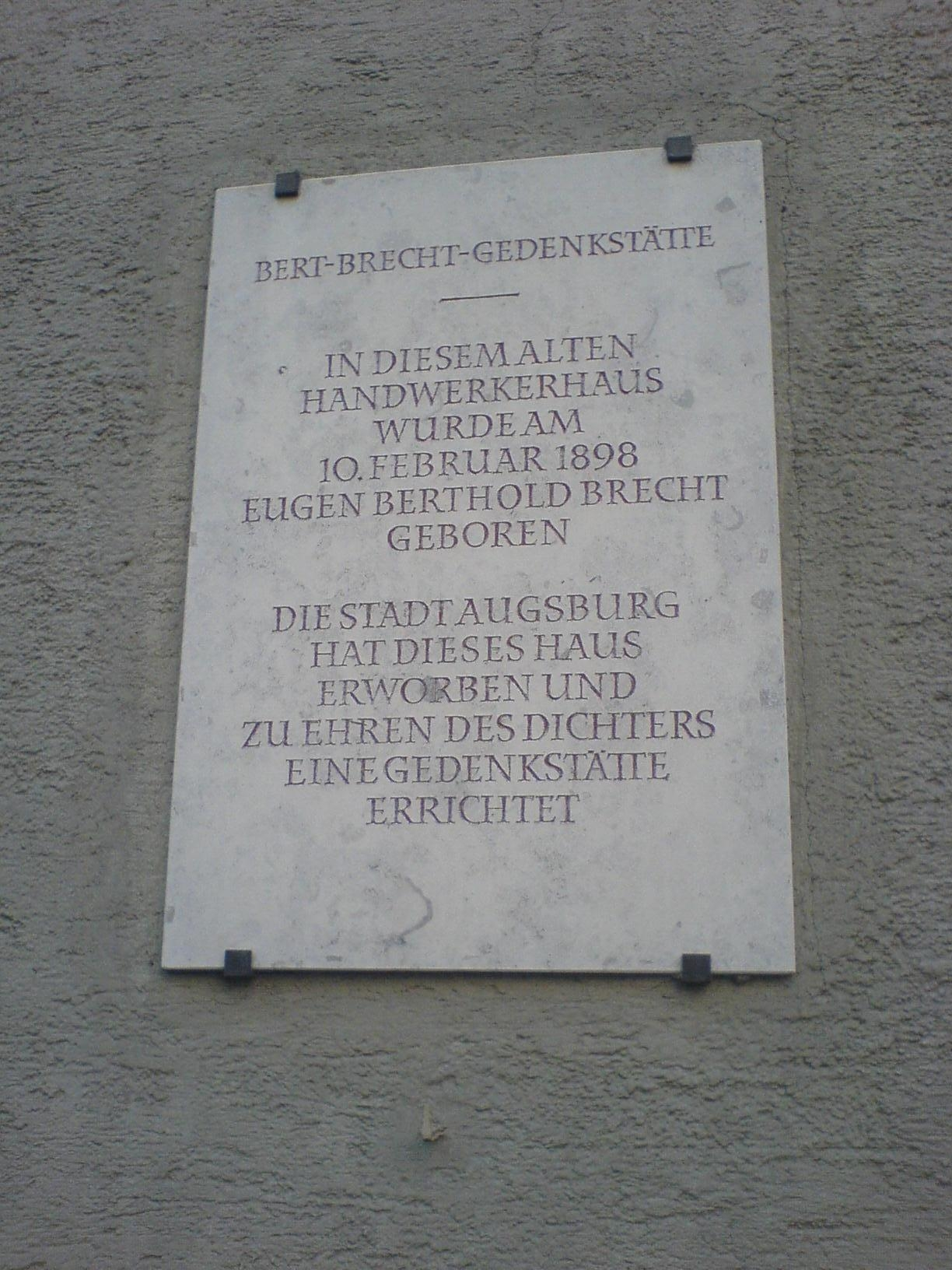
Gedenktafel

Brecht verbrachte in dem Haus nur kurze Zeit, denn 1900 zogen seine Eltern dort aus. Seine gesamte Kindheit und Jugend lebte Brecht in einer anderen Adresse in Augsburg, der Bleichgasse 2 am Oblatterwall. Dennoch wurde für das Museumsprojekt sein Geburtshaus ausgewählt, zum einen wegen der Symbolik der Geburtsstätte, zum anderen wegen einer dort bereits zuvor angebrachten Gedenktafel. Die Tafel wurde im Jahr 1960 auf private Initiative am heutigen Brechthaus angebracht.
Die Ehrung des 1956 verstorbenen Brechts durch eine würdige Gedenkstätte in Augsburg kam nur zögerlich in Gang und benötigte lange. Nachdem die Stadt Augsburg das Haus erworben hatte und der Entschluss für das Projekt „Brechthaus“ gefallen war, dauerte die Planung fast acht Jahre und der Umbau weitere zwei Jahre. 1985 wurde das Brechthaus als Museum und Gedenkstätte für den Schriftsteller eröffnet.